# リヨン国立高等音楽・舞踊学校
リヨン国立高等音楽・舞踊学校（仏 Conservatoire national supérieur musique et danse de Lyon）は、フランス、リヨンにある国立音楽院である。1980年、国内で2校目の音楽、舞踊のための高等教育施設として設立された。リヨン国立高等音楽院とも呼ばれる。通称は、CNSMDL（仏語での発音に基づくカナ転写は「セー・エヌ・エス・エム・デー・エル」）。2020年にフランス文化省が発表した指定国立高等音楽院の12校のうちの1校である。

## 設置形態
フランス文化省、音楽・舞踊・演劇・芸能局 (DMDTS) を後見監督とする、行政的公施設法人。

## 概要
音楽家、ダンサー、バレエダンサーの養成機関としては、 国内トップクラスのひとつであり、仏国立高等音楽院に属し、行政職員および、音楽学部長、舞踊学部長、教育学科長の補佐のもと、運営を行っている。教員としては、180人の教授、アシスタント教授、伴奏助手を有し、管理者、技術者としては65人を有する。学生は、音楽科に500人、舞踊科に90人を有し、在学生に占める外国人留学生の割合は、15%に上る。教育機会として年間およそ300に及ぶ演奏会、舞台を開催し、学生、教員、招待アーティストに対し、研鑽、発表の場を与えている。
欧州共通の交換留学制度エラスムス・プログラムに参加しており、欧州外 (モントリオール、ボゴタ、ベイルート)との共同教育プロジェクトにも参加している。学生のプロジェクトには、音楽著作・作曲・編集家協会 (SACEM)、芸術家・演奏家権利団体 (ADAMI)、音楽家/舞踊家・権利配分協会 (SPEDIDAM)、ソシエテ・ジェネラル音楽メセナ (Mécénat Musical Société Générale) といった組織の支援を受けている。国際プロジェクトに関しては、国および地域圏のコンベンションセンターおよび文化・コミュニケーション省、地域文化行政局 (DRAC)(ローヌ＝アルプ地域圏)の支援を受けている。 

## 教育

### 教育課程
リヨン国立高等音楽院の専門教育の第一義は、国内外の様々なコンクールに耐えうる明日の音楽家育成である。教育課程は2段階から構成されており、 三年間の第一課程を修了した場合、音楽またはダンスの国家高等専門研究資格 (DNSPM/DNSMD) が支給される。2年間の第二課程は、修士に相当する。

### 学科
学科は以下の10の学科から構成される。
- 弦楽器科
- 木管楽器科
- 金管楽器科
- 鍵盤楽器科
- 声楽・声楽指導科
- 音楽書法・作曲科
- 古楽科
- 音楽・舞踊教員養成科 (certificat d'aptitude ; CA)
- 室内楽科
- 舞踊科

### 運営予算
2008年のリヨン国立高等音楽・舞踊学校に当てられた予算は年間11,048,054ユーロであり、演奏会、舞台、音楽・舞踊の学科の運営に当てられた補助金は9,632,911ユーロに上った。

## 施設
リヨン旧市街の北、9区内に位置する。
この歴史的建造物は、元々、建築家シャブロルによって16世紀半ばに設計されたキリスト教の集会施設であり、17世紀にはサンテリザベート修道院と呼ばれていた。1762年に、クロード・ブールジュラによって世界で初めて作られた獣医学校として使用され、フランス革命の後、リヨン獣医学院 (Ecole Vétérinaire de Lyon) となった。1988年に、改修、増築を経て、リヨン国立高等音楽院の校舎となった。

## 著名な卒業生
- ヴィクトル・イバッラ(作曲科)
- バンジャマン・ミルピエ（振付師、ナタリー・ポートマンの夫）

## 歴代学長
- 1980-1984 : ピエール・コシュロー
- 1984-2000 : ジルベール・アミ
- 2000-2009 : アンリ・フレ
- 2009- 2019  : ジェリー・ムティエ

## アクセス
- 住所：3 quai Chauveau, 69009 Lyon
- メトロ：Valmy駅
- バス：19、31、40号系統
- レンタサイクル駅：Quai Chauveau (Conservatoire)